# Ла Сентер (Кентаки)
Ла Сентер (енгл. La Center) град је у америчкој савезној држави Кентаки.

## Демографија
По попису из 2010. године број становника је 1.009, што је 29 (-2,8%) становника мање него 2000. године.
| Група             | 2000.       | 2010.       |
| Белци             | 922 (88,8%) | 865 (85,7%) |
| Афроамериканци    | 94 (9,1%)   | 104 (10,3%) |
| Азијати           | 3 (0,3%)    | 5 (0,5%)    |
| Хиспаноамериканци | 6 (0,6%)    | 9 (0,9%)    |
| Укупно            | 1.038       | 1.009       |